# Artillerie lourde à tracteurs
L'artillerie lourde à tracteurs (ALT) est une des branches de l'artillerie française, existant pendant la Première Guerre mondiale, l'entre-deux-guerres et la Seconde Guerre mondiale. Formellement créée en novembre 1915, elle regroupe les pièces lourdes tractées par des tracteurs automobiles. Elle disparaît à la suite de la défaite française de 1940.

## Formation de l'artillerie lourde à tracteurs

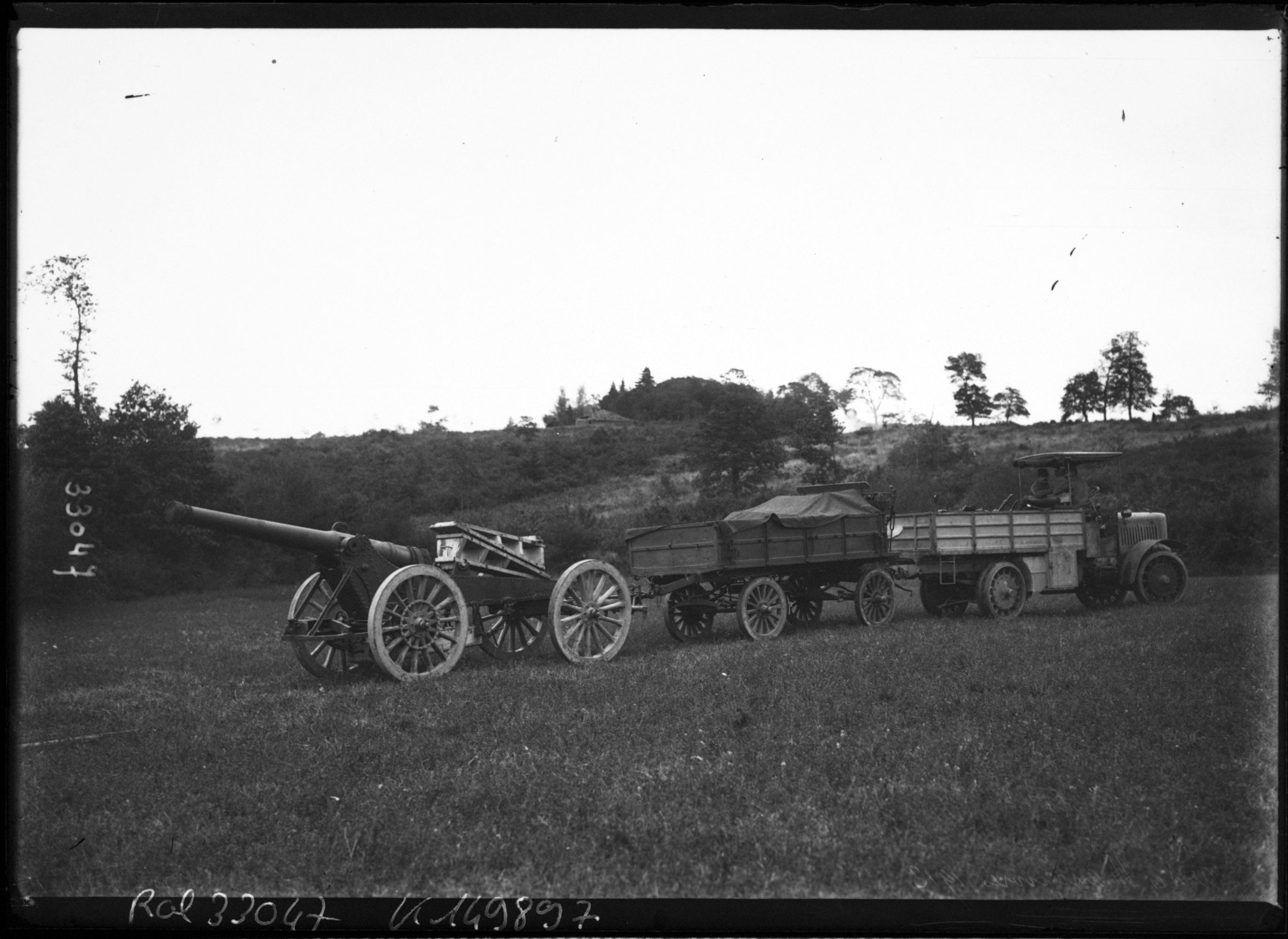
Canon de 120 L du 4e RAL tracté par un Châtillon-Panhard en 1913.

L'idée de déplacer l'artillerie grâce à des automobile remonte aux origines de ce moyen de transport, le fardier de Cugnot devant répondre à ce problème. À partir de 1913, le tracteur Châtillon-Panhard K11 à « adhérence totale » (quatre roues motrices) est mis en service au 4e régiment d'artillerie lourde pour la traction des canons de 120 modèle 1878 de Bange. À partir d'août 1914, le Ier groupe du 4e RAL (I/4e RAL), doté de ces tracteurs, donne pleine satisfaction lors des opérations initiales de la guerre, notamment pendant la course à la mer. Deux nouveaux groupes, équipés l'un de Panhard K13 et l'autre de Latil TH, sont créés respectivement en novembre et en décembre 1914.
De mars à septembre 1915, seize nouveaux groupes d'artillerie lourde à tracteurs sont créés, rattachés au 4e RAL mais également au 2e RAL ainsi qu'un groupe au 3e régiment d'artillerie à pied. Les canons sont des 120 de Bange mais également des 155 longs modèle 1877 de Bange, des mortiers de 220 modèle 1880-1891 de Bange, des 155 courts modèle 1881-1912 de Bange et des canons de 100 TR modèle 1897 (sur affûts de Bange). Les tracteurs sont maintenant des Jeffery Quad, des Renault EG et des Latil TAR. Ces deux derniers matériels deviendront le tracteur standard de l'ALT.
Le 1er novembre 1915, les groupes à tracteurs sont regroupés dans huit régiments d'artillerie lourde à tracteurs (81e, 82e, 83e, 84e, 85e, 86e, 87e et 88e RALT). Les groupes I à VI sont équipés de canons courts et de mortiers, les canons longs étant affectés aux groupes VII à XII.

## Nouveaux matériels et réorganisation
En 1916, entrent en service dans l'ALT les mortiers de 270 mm modèle 1885, les canons de 14 cm modèle 1891 et modèle 1910, les canons de 145 mm modèle 1910, les canons de 155 mm long modèle 1877-1914, les mortiers de 280 mm TR modèle 1914. En 1917, ces modèles sont rejoints par le mortier de 220 mm modèle 1880 ACS, le canon de 105 mm TR modèle 1897,, le mortier de 220 mm TR modèle 1916 (en), le canon de 145 mm long modèle 1916, le canon de 155 mm GPF et l'obusier de 8 pouces Mk IV (en).
Deux nouveaux RALT (89e et 90e) sont formés en décembre 1916 et janvier 1917. À la mi-1917, les RALT comptent douze, voire treize groupes, et il est décidé de les dédoubler. Les groupes de canons longs restent affectés au 80e à 90e RALT mais dix nouveaux RALT regroupant les canons courts sont créés : 281e, 182e, 283e, 284e, 285e, 286e, 287e, 288e, 289e, 290e RALT (ces deux derniers régiments ne sont créés qu'en novembre-décembre 1917).
En décembre 1918, l'artillerie lourde à tracteurs devient la 2e division de la réserve générale d'artillerie.
En 1918, les canons les plus modernes de l'ALT, les 155 GPF ont leurs tubes trop usés et sont retirés du front pour repartir à l'usine. La production neuve est destinée aux Américains. L'ALT remet donc en service les 120 et 155 L de Bange et reçoit des canons de 155 L modèle 1917 prévus pour la traction hippomobile.

## Entre-deux-guerres

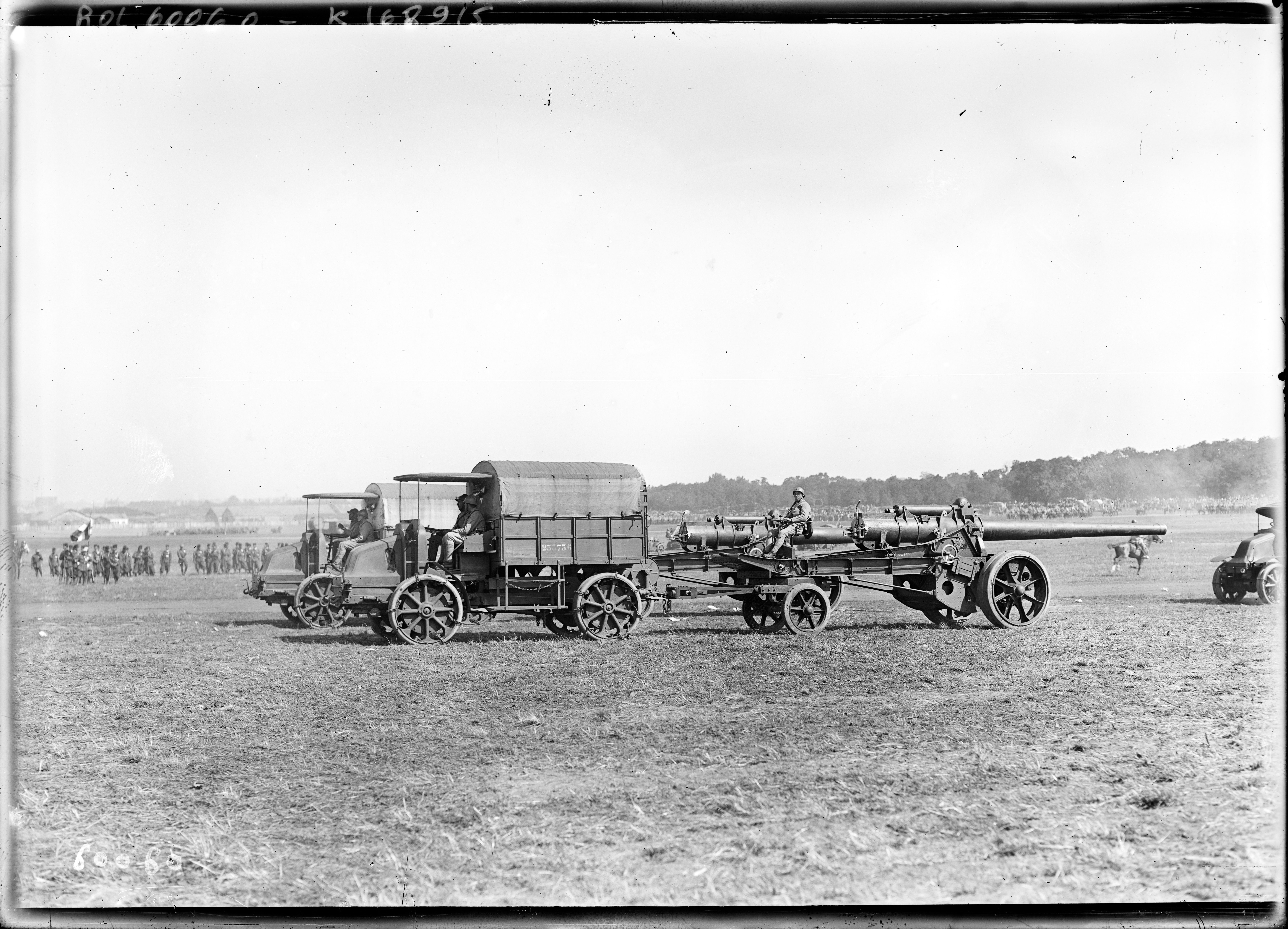
Canon de 155 L modèle 1916 et Latil TAR du 82e ou du le 14/7/1920 sur l'hippodrome de Vincennes.

Dès 1919, les régiments 281 à 290 sont dissous par regroupement avec les RALT de la série 81 à 90.
Lors de la réorganisation des corps d'artillerie français décidée en 1923, les RALT prennent un numéro dans la série 181 à 199. Sont alors actifs le 181e, le 182e, le 184e, le 186e, le 188e, le 190e, le 192e, le 194e et le 196e RALT. Les régiments de 181 à 189 doivent être équipés de canons longs et ceux de 190 à 199 de canons courts mais cette classification n'est pas respectée jusqu'au début de la Seconde Guerre mondiale, en août 1939.

## Seconde Guerre mondiale

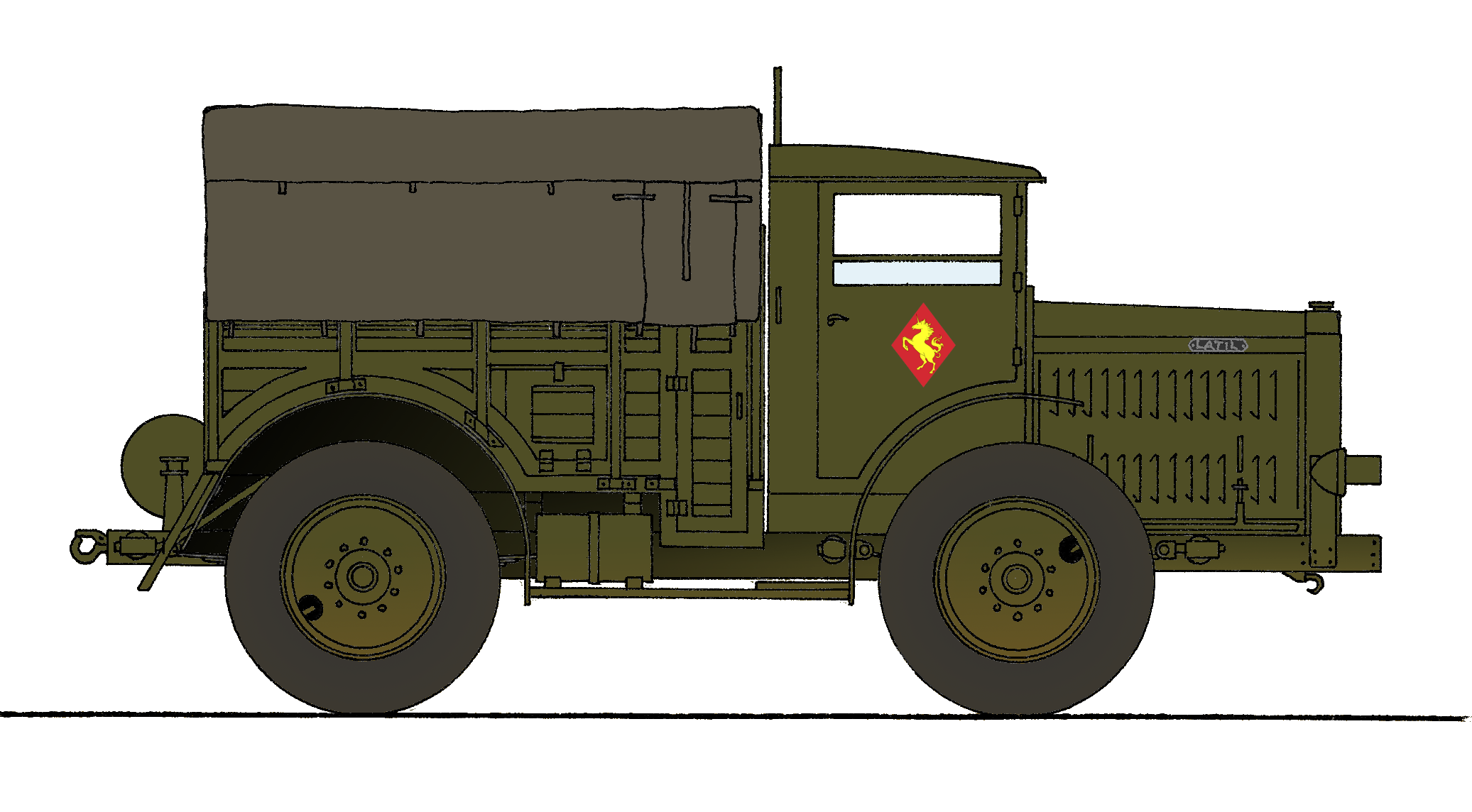
Représentation d'un Latil TAR H2 du en mai 1940.

En 1939, l'ALT ne regroupe plus tous les matériels à tracteurs mais, rattachée à la réserve générale, regroupe les canons tractés à faible vitesse. Les canons sont alors des 155 GPF (181e, 182e, 183e, 187e et 188e RALT), des 145/155 L modèle 1916 (au 185e et 190e RALT) et des 220 C modèle 1916 (au 190e, 191e, 192e, 194e, 195e, 196e, 197e RALT). Les tracteurs sont toujours en majorité des Latil TAR (plus de 2000) et des Renault EG (plus de 600), renforcés par 454 Latil TAR H2, 66 Laffly S35T et 101 SOMUA MCL (de dépannage).
Les tracteurs de l'artillerie lourde se révèlent trop lent pour la guerre rapide de la bataille de France.